# Aeroport Internacional de San Francisco
L'Aeroport Internacional de San Francisco (codi IATA: SFO, codi OACI: KSFO, FAA LID: 
SFO) és un important aeroport internacional localitzat a 21 km al sud del centre de la ciutat de San Francisco (Califòrnia), Estats Units, adjacent a les ciutats de Millbrae i San Bruno a una àrea no incorporada del Comtat de San Mateo. Normalment també s'anomena SFO. L'aeroport té vols a destinacions per tot Amèrica del Nord i és un important punt d'accés a Europa, Àsia i Australàsia.
És l'aeroport més gran a l'Àrea de la Badia de San Francisco, i és el segon aeroport més ocupat de l'estat de Califòrnia després de l'Aeroport Internacional de Los Angeles. Des del 2009, l'Aeroport Internacional de San Francisco és el desè més ocupat en tot els Estats Units i el vintè més gran del món, en terme de passatgers. És el centre de connexió de United Airlines i és la base d'operacions principal de Virgin America. És l'únic centre de manteniment de United Airlines.
SFO té un gran nombre de serveis per a passatgers, incloent una gran varietat de botigues de menjar i begudes, de compres, d'emmagatzemament d'equipatge, dutxes públiques, una clínica mèdica, i assistència per a persones perdudes o encallades i per a personal militar. L'aeroport conté el Museu de l'Aviació Louis A. Turpen, la Biblioteca de la Comissió d'Aviació de l'Aeroport de San Francisco, exposicions d'art permanents i temporals en alguns llocs de les terminals. Hi ha Wi-Fi gratuïta al públic en la major part de la terminal.

## Història
L'aeroport va ser inaugurat el 7 de maig de 1927 a 61 hectàrees de pastura de vaca. El terreny estava llogat del propietari local Ogden L. Mills, (qui en el seu torn l'havia arrendat del seu avi Darius O. Mills) i va ser anomenat Mills Field Municipal Airport. Es va mantenir sota el nom de Mills Field fins a l'any 1931, quan va canviar de nom a San Francisco Municipal Airport. "Municipal" va ser reemplaçat per "International" el 1955.